# Nathan Katz
Pour les articles homonymes, voir Katz.
Nathan Katz est un poète et dramaturge alsacien né le 24 décembre 1892 à Waldighoffen et mort le 12 janvier 1981 à Mulhouse. 
D'origine juive mais marqué par l'empreinte du christianisme et du bouddhisme, voyageur durant une longue partie de sa vie mais attaché au paysage alsacien, Nathan Katz est un grand poète alsacien d'expression dialectale du XXe siècle.
Nathan Katz a donné son nom à un prix littéraire, créé en 2004, qui s'est donné pour but de traduire en français et de célébrer les grands auteurs du patrimoine littéraire de l'Alsace du Moyen Âge à nos jours, le prix Nathan-Katz du patrimoine. 
Le prix Nathan-Katz du patrimoine 2018 a distingué l'œuvre de l'auteur qui lui a donné son nom en soutenant la traduction et la publication de son chef-d'œuvre, Annele Balthasar.
Les éditions Arfuyen ont entrepris depuis 1987 la réédition bilingue de l'ensemble de l'œuvre de Nathan Katz.

## Biographie
Fils d'un boucher casher, Nathan Katz fréquente l'école primaire de son village natal et dès qu'il sait lire, lit les brochures pour la jeunesse, puis les grands classiques, en particulier l'œuvre théâtrale de Schiller et plus particulièrement Geschichte der Weltliteratur.
Il entre à l'usine Les Fils d'Emanuel Lang comme employé à l'âge de quinze ans. Durant ses loisirs il compose ses premiers vers, qu'il porte à la rédaction du Mülhauser Tagblatt.
En août 1914 Nathan Katz est blessé et est admis à l'hôpital de Tübingen. Une intervention chirurgicale lui évite la paralysie du bras droit. Après sa convalescence, il est affecté à un détachement de la Croix-Rouge de Fribourg-en-Brisgau. Il suit des cours sur la littérature alémanique. Rappelé sur le front de l'Est, il est fait prisonnier à Nijni Novgorod. C'est là qu'il compose, en juin 1915, les poèmes de son premier recueil Das Galgenstüblein publié en 1920.
Depuis longtemps, il avait envie d'écrire un long poème épique : le chant de l'amour et de la mort de la belle et innocente Annele Balthasar et de son fiancé Doni. Il crée Annele Balthasar, pièce dramatique en quatre actes, considérée par beaucoup comme son chef-d'œuvre, ainsi que l'explique le critique Frédéric Dieu : « C’est qu’Annele Balthasar est aussi le chant d’amour offert par Nathan Katz à son Sundgau doux et fertile : en faisant se déployer la tragique histoire d’Annele sur le fond de ses profonds vergers, le poète semble demander à la nature alsacienne de conserver la mémoire de ce procès fatal et de cette sombre époque mais aussi, en quelque sorte, de les fondre et convertir en sa douceur quasi-miséricordieuse. »
En 1930, il publie le recueil de poésies Sundgaü puis, la même année, un recueil de poèmes et de contes en langue allemande intitulé Die Stunde des Wunders.
Travaillant pour le compte d'une grande firme d'alimentation, il parcourt l'Afrique du Nord et l'Europe occidentale. Lorsque éclate la guerre, il trouve refuge dans le Limousin. Après la Libération, il s'installe à Mulhouse avec son épouse et travaille comme bibliothécaire à la bibliothèque municipale.
Lors de la libération de Waldighoffen, il prononce l'hommage aux morts devant le général de Lattre de Tassigny. Très touché par l'élévation des paroles du poète, le général le fait appeler pour le féliciter : « Avec les armes, j'ai fait mon devoir pour la France, maintenant la Patrie a besoin d'hommes comme vous, aidez-moi. »
En 1957, ayant pris sa retraite, il prépare une réédition augmentée de son œuvre poétique sous le titre Sundgaü. O loos da Rüaf dur d'Garte. L'ouvrage paraît en décembre 1958.
Élu membre titulaire de l'Académie d'Alsace, Nathan Katz reçoit en 1966 le Oberrheinische Kulturpreis décerné par la Johann-Wolfgang von Goethe-Stiftung. Il meurt en 1981.
La Ville de Mulhouse organise les premières Journées Nathan-Katz en juin 1983 à l'initiative du maire Joseph Klifa. Françoise Urban-Menninger, alors attachée culturelle, coordonne ce vaste projet en lien avec Françoise Katz, Yvonne Gunkel, Francis Haas, le théâtre alsacien de Mulhouse...Eugène Guillevic, ami et traducteur de Nathan Katz sera présent lors de cet hommage.
Nathan Katz a donné son nom à un collège du Sundgau : le collège Katz de Burnhaupt-le-haut, baptisé en 2010.

## L'écrivain et le traducteur
Nathan Katz est le poète du Sundgau et son attachement à son terroir a pu exercer une influence sur deux poètes modernes qui furent ses amis : Guillevic et Jean-Paul de Dadelsen.
Nathan Katz chante les coutumes du Sundgau, ses légendes, sa joie de vivre et célèbre la beauté de sa langue. Pour lui, le dialecte alsacien, dont les racines sont puisées dans l'alémanique, est plus vieux que la langue allemande.
Il écrit ses poèmes en langue alémanique, s'efforçant de donner à cette langue ses lettres de noblesse. Mais il est convaincu qu'on peut s'exprimer entièrement dans le dialecte alsacien et traduit par exemple les poèmes de Péguy, Mistral, Poe, Burns, Guillevic, Shakespeare.

## Œuvres

### Premières éditions
Pour une bibliographie complète, voir l'Œuvre poétique, Éditions Arfuyen, Orbey, 2001.
- Das Galgenstüblein.  Ein Kampf um die Lebensfreude.  Éd. de la Littérature populaire, Mulhouse, 1 920.
- Annele Saithasar, Éd. de la Jeunesse, Thann, 1 924.
- D’Ardwibele.  E Spiel üs ‘m Sundgäu, Colmar, 1930.
- Die Stunde des Wunders, Alsatia, Colmar, 1930.
- Sundgäu.  Gedichte, Alsatia, Colmar, 1930.
- 0 loos da Rüef dur d’Gàrte, 1958.
- ‘S Rosele (avec traduction de Roger Kiehl).  Contes et récits d’Alsace. Petite anthologie de la poésie alsacienne. Association Jean-Baptiste Weckerlin, tome III, Strasbourg, 1966.
- D’Gschichte vom e Rolli (avec traduction d’Eugène Guillevic), même édition, tome V, 1970.
- Dr Schorschle / Georgela (avec traduction d’Antoine Wicker, illustrations d’Eugène Noack), Éd.  Bueb & Reumaux, 1983.
- Poèmes alémaniques inédits (composés par Nathan Katz à l’occasion de la libération de l’Alsace), édités et traduits par Yolande Siebert, Recherches germaniques 24 (1994), p. 129-184.

### Rééditions
- Sundgäu Gedichter (ci-dessus no 5) augmentés de l’édition princeps de 0 loos da Rüef dur d’ Gàrte. Näii Sundgäugedichter. (ci-dessus no 6), en 1 volume, Alsatia, Colmar, 1958.
- Mi Sundgäu. Alemannische Gedichte in Sundgauer Mundart.  Einführung und sprachlicher Anhang von Raymond Matzen (qui est aussi l’auteur du titre de l’ouvrage et de l’ordre de présentation des poèmes), Zeichnungen von Eugène Cordier, Éd. Morstadt, Kehl-am-Rhein, 1985.

### Traductions en français
- Sundgäu, choix de poèmes avec traductions, préface de Camille Schneider, lithographies originales d’Alberto Solbach), Éd. Plaisir du Livre, Imprimerie Nationale, Paris, 1975.
- Comme si nous pouvions connaitre l’éternité.  Choix de poèmes fait par les traducteurs et les éditeurs. Dessins de Henri Solveen.  Traductions de l’alémanique par Hubert Holl et Kza Han, Éd. du Nadir, 1987.
- Sundgäu, choix de poèmes avec un texte inédit de, Nathan Katz Friejohr em Sundgäu. Traduit par Jean-Paul de Dadelsen, Eugène Guillevic et Nathan Katz, Éditions Arfuyen, Paris, 1987.
- Œuvre poétique I (bilingue alémanique-français). Traduit de l'alémanique par Théophane Bruchlen, Jean-Paul de Dadelsen, Guillevic, Alfred Kern, Jean-Paul Klée, Gérard Pfister, Yolande Siebert et Claude Vigée, Éditions Arfuyen, Orbey, 2001. Voir infra réédition de 2021.
- Œuvre poétique II, Oh, écoute, dans les jardins, cet appel, suivi de poèmes inédits et retrouvés (bilingue alémanique-français). Traduit de l’alémanique par Camille Claus, Jean-Paul de Dadelsen, Adrien Finck, Jacques Goorma, Gaston Jung, Gérard Pfister, Sylvie Reff, Yolande Siebert, Jean-Paul Sorg, Albert Strickler, Claude Vigée, Jean-Claude Walter, André Weckmann et Conrad Winter. Préface de Georges-Emmanuel Clancier. Postface de Jean-Paul Sorg. Présentation par Yolande Siebert, Éditions Arfuyen, Orbey, 2003. Présentation et notices de Yolande Siebert.
- Annele Balthasar (bilingue alémanique-français). Traduit de l'alémanique et présenté par Jean-Louis Spieser. Textes liminaires de Yolande Siebert et Jacob Rogozinski. Éditions Arfuyen, Paris-Orbey, 2018.  Prix Nathan Katz du Patrimoine 2018.  (ISBN 978-2-845-90268-8).
- La Petite Chambre qui donnait sur la potence (Das Galgenstüblein). Traduit de l'alémanique par Jean-Louis Spieser. Préfaces de Yolande Siebert et de Jean-Paul Sorg. Éditions Arfuyen,  Paris-Orbey, 2020.  (ISBN 978-2-845-90297-8).
- L'Œuvre poétique I. Sundgäu (bilingue alémanique français). Traduit de l'alémanique par Théophane Bruchlen, Jean-Paul de Dadelsen, Guillevic, Alfred Kern, Jean-Paul Klée, Gérard Pfister, Yolande Siebert et Claude Vigée. Préface de Jean-Paul de Dadelsen. Postface et notes de Yolande Siebert. Éditions Arfuyen, Orbey, 2021 (rééd. revue et augmentée de l'édition de 2001).  (ISBN 978-2-845-90320-3).